# Silva Avšič
Silva Avšič, slovenska agronomka, * 31. december 1933, Maribor.
Po diplomi 1958 na agronomskem oddelku ljubljanske Fakultete za agronomijo, gozdarstvo in veterinarstvo je bila do 1961 zaposlena na Kmetijskem zavodu v Mariboru, nato na Kmetijskem inštitutu Slovenije v Ljubljani. Posvetila se je raziskavam sortne problematike in žlahtenju vrtnin ter semenarstvu. O dosežkih, zlasti s področja žlahtenja, je objavila vrsto razprav in člankov.

## Nagrade
Leta 1986 je prejela Nagrado za izume in tehnične izboljšave za delo na žlahtnjenju in selekciji novih sort fižola .